# Gildnica
Gildnica – przysiółek wsi Gostomin w Polsce, położony w województwie zachodniopomorskim, w powiecie łobeskim, w gminie Radowo Małe. Wchodzi w skład sołectwa Gostomin.
W latach 1975–1998 przysiółek należał administracyjnie do województwa szczecińskiego.